# Flat Out 2
Flat Out 2 é o segundo jogo de corrida do gênero corrida de demolição, criado pela Bugbear Entertainment e publicado pela Empire Interactive e Vivendi Universal Games. O jogo foi lançado para PlayStation 2, Xbox, Windows e Mac OS X. A versão norte-americana foi lançada em 1 de agosto de 2006. Foi lançado também na Rússia, em 29 de junho de 2006, e então na Europa em 30 de junho de 2006.
O jogo é uma mistura excitante da ação e demolição que atrai aqueles que não estão interessados apenas na adrenalina da velocidade, mas também na ação entre veículos que se digladiam até que reste apenas um. Flat Out 2 dá continuidade à série não somente adicionando novas pistas, cenários e veículos, mas também o tão ansiado modo online. O caos prossegue também em doze minigames com temas inusitados, como basquete, futebol, futebol americano, boliche, dentre outros. A trilha sonora ficou por conta de bandas conhecidas como Rob Zombie, Yellowcard, Nickelback e muitas outras.
Para prosseguir no jogo e habilitar as outras pistas e veículos é preciso causar a maior quantidade possível de danos e destruições nos carros dos oponentes, enfrentando-os seja em corridas por pistas que vão desde cidades ao campo ou em arenas de combate. Outra mudança notável no jogo é a aderência dos pneus, os jogadores agora podem ter mais controle sobre seus carros, preocupando-se menos com as derrapagens em curvas fechadas.

## Física
A física de Flat Out 2 foi consideravelmente alterada. Durante a corrida, o motorista pode ser atirado pelo parabrisa do carro quando bater violentamente em outro veículo, um muro ou em qualquer outro objeto fortemente fixado ao chão. Como mencionado anteriormente, inúmeros mini games em que o objetivo é atirar o personagem para fora do carro e completar os objetivos, como derrubar um conjunto de pinos de boliche, acertando os pontos designados em um alvo, um gol ou voar através de aros gigantes em chamas. Devido ao realismo do jogo a organização alemã USK de software levou a classificar a faixa etaria de Flat Out 2 para taxa de 18+. A Empire Interactive re-publicou uma nova versão, porém sem alterações, em alemão com faixa etária de 12+ em que os motoristas foram substituídos por manequins de teste nos mini games. Essa versão também foi produzida para o mercado japonês. Há também um modo de derby demo, que tem cerca de 10 faixas.

## Online
No modo online o jogo suporta até 8 jogadores com limitações de interatividade, limitado apenas ao chat.
Contando praticamente com todas as pistas de corrida do jogo, conta também com circuitos pré-determinados para que o anfitrião não precise perder tempo para a construção da lista de pistas seguidas.
Limitando também o modo de como os participantes escolherão os seus carros por classe, ou por seleção única do anfitrião.
As pistas são as mesmas do jogo, contando com modos de corrida reversa (correndo sentido anti-horário), além de carros especiais que são proibidos no modo carreira.
Contando com uma lista rápida para o filtro de preferências, separando carros, modo de jogo e pistas. Além de um jogo rápido.

## Classes de carros
O jogo possui três classes de carros: derby, race e street.
- Derby - Esse tipo é o primeiro tipo disponível. Os carros dessa classe possuem uma aparência bem gasta e velha, com detalhes de remendo e amassados por toda parte e não alcançando muita velocidade, porém tem forte resistência.

- Race - O segundo tipo disponível. Esses veículos são o tipo ideal para correr livremente nas ruas, combinam a classe Derby com a Race. Possuem um design menos "surrado" do que a classe anterior e já conseguem um nível considerável de velocidade, perdendo também um pouco de resistência comparando com  a classe anterior.

- Street - Terceiro e último tipo a ser habilitado. Essa classe tem um design mais esporte e bonito, conseguindo altos níveis de velocidade, porém destruindo-se com relativa facilidade.

## Personagens
Não jogáveis
- Frank Malcov
- Jack Benton
- Jason Walker
- Katie Jackson
- Ray Carter
- Sally Taylor
- Sofia Martinez

## Prêmios
- Ganhou o prêmio IGN de Melhor Jogo de Corrida para PlayStation 2 de 2006.

- Ganhou o prêmio XPlay de Melhor jogo de corrida de 2006.

## Trilha Sonora
- Alkaline Trio - "Fall Victim"
- Alkaline Trio - "Mercy Me"
- Audioslave - "Man or Animal"
- Audioslave - "Your Time Has Come"
- Fall Out Boy - "7 Minutes In Heaven"
- Fall Out Boy - "Snitches, and Talkers get Stiches and Walkers"
- Megadeth - "Symphony of Destruction"
- Mötley Crüe - "Dr. Feelgood"
- Nickelback - "Believe It Or Not"
- Nickelback - "Flat on The Floor"
- Papa Roach - "Blood Brothers"
- Papa Roach - "Not Listening"
- Rise Against - "Give It All"
- Rob Zombie - "Demon Speeding"
- Rob Zombie - "Feel So Numb"
- Supergrass - "Road To Rouen"
- Supergrass - "Richard III"
- The Chelsea Smiles - "Nowhere Ride"
- Underoath - "Reinventing Your Exit"
- The Vines - "Don't Listen To The Radio"
- Wolfmother - "Pyramid"
- Wolfmother - "Dimension"
- Yellowcard - "Rough Landing Holly"
- Yellowcard - "Breathing"
- Zebrahead - "Lobotomy For Dummies"